# Eudarcia croaticum
Eudarcia croaticum är en fjärilsart som beskrevs av Petersen 1962. Eudarcia croaticum ingår i släktet Eudarcia och familjen äkta malar. Inga underarter finns listade i Catalogue of Life.